# Förmedling
Förmedling innebar i äldre svensk förvaltningsrätt minskning i ett hemmans ränta och mantal eller bara i det ena slaget.
Genom förmedling av räntan minskades den årliga grundräntan, medan förmedling av mantal medförde minskning i alla de skatter och skyldigheter, vilka utgick efter mantal. I yngre jordeböcker uppgavs både det förmedlade och det oförmedlade mantalet, då inte alla skyldigheter räknades efter det förmedlade mantalet. Även vissa rättigheter, som rösträtt vid präst- och klockarval, bestämdes efter det oförmedlade mantalet.